# 20+∞Century Boys
「20+∞Century Boys」（トゥエンティーセンチュリーボーイズ）は、Janne Da Arcのボーカリスト、yasuのソロプロジェクト・Acid Black Cherryの5枚目のシングル。2008年8月27日発売。

## 解説
- デビュー前の2007年のシークレットツアーやフリーライブ、2008年に1stアルバム『BLACK LIST』をひっさげ行われたアルバムツアー『2008 tour "BLACK LIST"』で演奏されていた楽曲。1stアルバム『BLACK LIST』に収録する予定もあったが、歌詞がアルバムのコンセプトである『七つの大罪』にそぐわないとして選曲から外された。
- レコーディングにはDAITA（ex.SIAM SHADE）がギター、SHUSE（ex.La'cryma Christi）がベース、菅沼孝三がドラムとして参加。PVにはバンドメンバーとしてYUKI（from.DUSTAR-3 ex.Λucifer）、AKIHIDE（from BREAKERZ）がギター、SHUSEがベース、淳士（ex.SIAM SHADE）がドラムとして出演。YUKIはAcid Black CherryのPVに、今回が初めての参加。
- チャートでは初登場4位だが、初動売り上げはこれまでのシングルの売り上げを越した。2009年現在、Acid Black Cherryのシングルでは唯一初動売り上げ5万枚を突破したシングルとなっている。
- 歌詞カードにて英単語の「true」のスペルが「ture」と誤記されている。また、音楽番組に出演した際の字幕も「ture」となっていた。
- Liveや音楽番組では、歌詞の最後の部分を歌った後、「わかるか？」と客席に向かって叫ぶ。
- 「20+∞ Century Boys」のワンフレーズが「DRAGON CARNIVAL」「& you」で流れている。

## 収録曲

### CD
1. 20+∞Century Boys
  - 作詞・作曲・編曲:林保徳
2. 愛のバカ!
  - 作詞・作曲：津山孝一

### DVD
1. 20+∞Century Boys 【music clip】
2. OFF SHOT